# Limo Kampung
Limo Kampung is een bestuurslaag in het regentschap Payakumbuh van de provincie West-Sumatra, Indonesië. Limo Kampung telt 450 inwoners (volkstelling 2010).